# كينون القابضة
كينون القابضة هي شركة عامة، وهي فرع من شركة إسرائيل ، ويتم تداولها في بورصة نيويورك وبورصة تل أبيب . وهي مملوكة لرجل الأعمال الإسرائيلي عيدان عوفر ، وتسيطر على استثمارات مؤسسة إسرائيل في شركات مثل كوروس . 

## أنظر أيضاً
- قائمة الشركات في سنغافورة